# Olof Rudbeck starszy

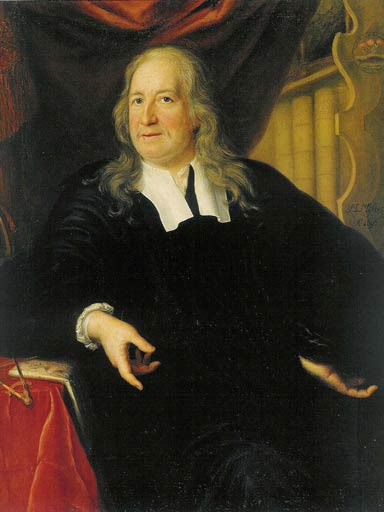
Olof Rudbeck, portret z 1696 roku

Olof Rudbeck lub Olaf Rudbeck (ur. 1630, zm. 1702) – szwedzki humanista, lekarz, profesor Uniwersytetu Uppsalskiego.
Jest autorem Atland eller Manheim, dzieła, w którym ogłaszał Szwecję kolebką cywilizacji europejskiej. Język szwedzki uznał za naturalny dla Europy. W swym dziele twierdził, że starożytni Grecy i Rzymianie pochodzą od pierwszych Szwedów, zaś stolicą Atlantydy była Uppsala. Utwór ten znacząco wpłynął na ukształtowanie szwedzkiej tożsamości narodowej.
Rudbeck był jednym z pierwszych badaczy ludzkiego układu limfatycznego (1652).